# Federació Catalana de Hockey
La Federació Catalana de Hockey és l'organisme rector que ordena, impulsa i dirigeix l'activitat de l'hoquei a Catalunya. Forma part de la Unió de Federacions Esportives de Catalunya.

## Història
L'activitat organitzativa de l'hoquei té els seus antecedents l'any 1907, moment en què es funda el Barcelona Hockey Club, i després el 1911, l'Ateneu Calasanci de Terrassa, va crear el Lawn Hockey Club Calasanci format per exalumnes de les Escoles Pies, que el 2 de juny de 1912 va jugar el primer partit disputat a l'estat espanyol entre dos equips d'onze jugadors contra el RCD Espanyol, format pels integrants del seu equip de futbol. Un any després, el Calasanci es va fusionar amb el Terrassa Futbol Club i va donar peu al Club Deportiu Terrassa Hockey. El 22 de juliol de 1912, després de la fusió del Polo Club i el Barcelona Jockey Club, va néixer el Reial Polo Jockey Club de Barcelona Societat Hípica, amb l'hoquei entre les seves seccions. I a principis de 1914 es va fundar un altre equip a Barcelona, la Societat Sportiva Pompeia, que va tenir un gran potencial. El 1916 es va disputar a Barcelona el primer Campionat d'Espanya, que va guanyar el RC de Polo en imposar-se a l'Atlético de Madrid. El 1917 es va crear un subcomitè d'hoquei dins de la Federació Catalana d'Atletisme i el 1918 es va constituir l'Associació de Hockey de Catalunya formada pel Reial Polo JC, el RCD Espanyol, la SS Pompeia, el FC Badalona i el CD Terrassa. El 26 de febrer de 1922 es va constituir a Barcelona, la Federació Espanyola de Hockey i un any després es va crear la Federació Regional de Hockey de Catalunya i el 1932 la Federació Catalana es va separar de l'Espanyola. El 1944 les federacions d'hoquei i d'hoquei patins es van fusionar i van donar lloc a la Federació Catalana de Hockey i Patinatge, que es va mantenir fins al 1954, quan es van tornar a separar. La federació catalana ha donat grans esportistes que han nodrit les seleccions espanyoles dels Jocs Olímpics que han estat guanyadores de cinc medalles al llarg de la història. S'encarrega d'organitzar les competicions d'àmbit català en les seves dues modalitats esportives l'hoquei i l'hoquei sala, i també ha organitzat grans esdeveniments internacionals com la Copa del Món del 1971, el Campionat d'Europa del 2003 i Champions Trophy del 2006. Va rebre la Creu de Sant Jordi el 1998.

## Presidents

### Santiago Güell i López(1923)
La història recordarà Santiago Güell, Baró de Güell, com el primer president de la Federació Catalana de Hockey quan a principis de 1923 es va constituir oficialment com una delegació regional de la Federació Espanyola, que havia estat creada l'any anterior, però en realitat el seu càrrec va ser merament honorari. Era soci i membre de la Junta Directiva del Reial Polo Jockey Club i tenia un gran prestigi entre l'alta societat, motiu per al qual va ser escollit per ser el primer president de la Federació Catalana de Hockey.

### Manuel Sagnier Vidal-Ribas(1923-1925 i 1927)
El 1922 ocupava el càrrec de vicepresident del subcomitè d'hoquei de la Federació Catalana d'Atletisme, i el 1923 va ser el vicepresident de la primera Junta Directiva encapçalada pel Baró de Güell i el veritable president executiu de la Federació Catalana de Hockey. i el mateix any 1923 va ocupar-ne la presidència fins al 1915, i quatre anys després, el 1927, va tornar a ser president durant uns mesos. També va ser àrbitre, seleccionador català i membre del COE en representació d'aquest esport.

### Antoni Rovira Soler (1925-1927 i 1929)
Sorgit de la Societat Sportiva Pompeia, de la qual va ser vocal i president durant els anys trenta i quaranta ¡va presidir la Federació Catalana de Hockey en dues etapes, entre 1925 i 1927, i després el 1929, i també va tenir altres càrrecs, com el de tresorer i membre del Comitè de Competició. Al marge de l'hoquei, Rovira també va tenir càrrecs directius en el món del tennis, ja que va ser vicepresident primer de l'Associació Lawn Tennis de Catalunya durant els anys 30.

### Santiago Bellver Soler (1927-1928 i 1930-1931 i 1932-1933)
Exjugador internacional de la Societat Sportiva Pompeia i del Reial Polo Jockey Club, va presidir la federació Catalana de Hockey durant tres etapes, de 1927 a 1928, de 1930 a 1931 i finalment de 1932 a 1933. Abans de dedicar-se a fer tasques directives va ser integrant de la primera selecció espanyola de la història que el 7 de gener de 1923 va jugar un Espanya-França a les instal·lacions del Polo, i el 1924 es va proclamar campió d'Espanya amb l'equip barceloní. Poc després de deixar la presidència el 1933. va tornar a competir amb l'equip dels Intrèpids.

### Manel Masip Ubis (1931-1933)
Exjugador de la Societat Esportiva Pompeia, seleccionador català i àrbitre internacional, va ser president de la en una època en què l'hoquei català va viure un important enfrontament amb la Federació Espanyola. Va destacar com a àrbitre internacional i el 1928 va ser el primer àrbitre que va participar en uns Jocs Olímpics a Amsterdam, on va xiular un partit entre Índia i Suïssa. Després de la Guerra Civil es va vincular al món del tennis i va ser directiu del CT Barcino.

### Lluís Ysamat Bosch(1933-1952)
Va ser un destacat porter que va defensar els colors de la Societat Esportiva Pompeia, el Reial Club de Polo i la selecció espanyola, va ser elegit president de la federació el 3 d'octubre de 1933. Quan el 1944 les federacions espanyoles d'hoquei i d'hoquei sobre patins es van fusionar i en conseqüència també ho van haver de fer les catalanes, es va convertir en el president de la nova Federació Catalana de Hockey i Patinatge, càrrec que va ocupar fins al 1952, quan va ser nomenat president d'honor.

### Miquel Moragas Pons (1952-1954)
Va jugar de porter d'hoquei sobre patins amb el Maricel Skating Club i la Unió Universitària, amb el qual va ser campió de Catalunya el 1933, i després de la Guerra Civil va ser president del Col·legi d'Àrbitres i va posar en marxa l'Escola Nacional de Preparadors d'hoquei patins. Va presidir la Federació Catalana de Hockey i Patinatge entre 1952 i 1954. El 1944, ja havia estat president interí de la Federació Catalana de Hockey sobre Patins, de la qual era vicepresident, quan Laureà Medina va dimitir, i entre 1954 i 1956 va ser president de la nova Federació Catalana de Patinatge quan l'hoquei sobre herba i l'hoquei sobre patins van tornar a separar-se. De 1956 a 1957 va ser president del Comitè d'Àrbitres i el 1970 va fundar i va ser el primer president de l'Agrupació Catalana de Preparadors d'Hoquei sobre patins.

### Francesc Sabater Ametller (1954-1955)
Havia presidit el Club Deportiu Terrassa Hockey de 1936 a 1939, havia estat vicepresident de la federació durant la presidència de Miquel Moragas i va arribar a la presidència de la nova Federació Catalana de Hockey, ara sense el Patinatge, el mes de setembre de 1954 fins al 8 de setembre de 1955. També va ser vicepresident de l'Espanyola a principis dels anys 60, quan ja havia deixat la presidència.

### Pau Negre Villavecchia(1955-1960)
El 1952, va entrar a la Federació Catalana com a vicesecretari quan la presidia Miquel Moragas. El 1954, sota la presidència de Francesc Sabater, va passar a ser vicepresident, i el 28 de setembre de 1955 es va convertir en president després de la dimissió d'aquest. Va ser president de la Federació Catalana fins al 1961, quan va passar a ser delegat olímpic espanyol, i dos anys després va ser nomenat president de l'Espanyola, càrrec que va ocupar fins al 1969. El seu prestigi com a dirigent el va portar a ser elegit el 1969 com a nou president de la Federació Europea i l'any següent vicepresident de la Internacional. Defensava l'amateurisme i es va convertir en un mecenes de l'hoquei, ja que les seleccions catalana i espanyola entrenaven dins de la seva pròpia finca de Can Salvi, on el 1969 s'hi va construir un camp de mides reglamentàries que es va inaugurar el 29 de setembre d'aquell mateix any amb un partit entre les seleccions d'Espanya i Pakistan.

### Josep Mallafré Morell(1961-1963)
Es va iniciar com a jugador el 1935 en el CD Terrassa i en el seu palmarès hi figuren cinc Campionats d'Espanya amb el CD Terrassa. Quan el 1948 va deixar l'hoquei actiu es va centrar en la faceta de directiu, que va iniciar el 1949 com a tresorer de la Federació Catalana que presidia Lluís Ysamat, i va continuar després com a vocal, president del Col·legi d'Àrbitres i vicepresident en les juntes directives de Miquel Moragas, Francesc Sabater i Pau Negre. Després de ser president entre 1961 i 1963, va ser nomenat vicepresident de la Federació Espanyola, càrrec que va mantenir fins al 1972.

### Domènec Vernis Bonet (1963-1968)
Va entrar a la federació el 1958 com a vocal de la Junta Directiva presidida per Pau Negre i el 1959 va instaurar un trofeu a l'esportivitat que portava el seu nom. Poc després es va convertir en el president del seu Comitè de Competició i el juliol de 1961 va accedir a la vicepresidència sota el mandat de Josep Mallafré. Va ser nomenat president el 10 de juliol de 1963 i va romandre en el càrrec fins al juliol de 1968. El mes de gener de 1969 va ser nomenat membre del Comitè Consultiu de la Federació Catalana i vocal de l'Espanyola que presidia Pau Negre. Finalment, el setembre de 1969 va substituir en la presidència de l'espanyola a Pau Negre quan aquest va ser nomenat president de la Federació Europea. Es va mantenir en el càrrec fins a l'octubre de 1973, quan va dimitir per motius personals.

### Joaquim Vancells Biosca(1968-1972)
Exjugador i exdirectiu del Club Egara. Va entrar a la federació el 1964 com a vicepresiden i el 4 de setembre de 1968 en va ser elegit president. Durant la seva presidència a la federació, Barcelona va ser la seu de la primera edició de la Copa del Món.

### Josep Maria Andreu Marfà (1972-1976)
Va començar a jugar al Reial Club de Polo juvenil, després es va passar a la vela lleugera i va tornar a l'hoquei. En la seva època universitària es va reenganxar a aquest esport amb el SEU i va anar al primer equip del Polo, amb què va ser cinc vegades campió d'Espanya i cinc de Catalunya. Va entrar a la Federació Catalana el 28 de setembre de 1972 com a candidat únic substituint Joaquim Vancells i s'hi va estar fins al 1976. I a la Federació Espanyola hi va entrar el gener de 1973 com a president del Comitè Nacional d'Àrbitres quan Joaquim Dualde era president i el desembre de 1981 el va substituir fins al 1984.

### Martí Colomer Ribas(1976-1981)
Es va iniciar en el Club Deportiu Terrassa Hockey amb el qual jugà durant disset temporades, des de 1946 a 1963, deu d'elles com a capità. Durant tot aquest temps va ser onze vegades campió de Catalunya i sis d'Espanya, una d'elles d'hoquei sala, i també va ser dues vegades internacional amb la selecció espanyola. Va ser president de la secció d'hoquei del CD Terrassa, i després entrà a la Federació Catalana, en què entre 1964 i 1981 va ocupar diversos càrrecs, entre ells el de vicepresident de 1972 a 1976 i el de president de 1976 a 1981, des dels que va lluitar per fer realitat els camps de gespa artificial de Montjuïc i Terrassa. Paral·lelament, el 1980 va entrar a la Federació Espanyola com a vocal i de 1984 a 1992 va ser vicepresident sota la presidència de Leandre Negre. Durant aquesta època va ser director adjunt de la subseu de Terrassa durant els Jocs Olímpics de Barcelona’92.

### Leandre Negre Carrió(1980-1985)
Va jugar de porter durant 20 anys amb el CF Junior i va ser 18 vegades internacional amb la selecció espanyola, amb què va jugar els Jocs Olímpics de Mèxic de 1968, on Espanya va acabar sisena. El 1980 va ser elegit president de la Federació Catalana, càrrec que va ocupar fins al 30 de novembre de 1984, quan va ser elegit president de la Federació Espanyola. El 2001 va tornar per un temps a la Federació Espanyola com a vicepresident de l'àrea esportiva durant el mandat de Martí Colomer i el 2003 va ser elegit president de la Federació Europea (EHF), càrrec des del qual el 2007 va posar en marxa l'Eurohockey League, que unificava les antigues Copa d'Europa i Recopa. El novembre de 2007 va ser reelegit al capdavant de l'Europea, però el novembre de 2008 va dimitir per presentar-se a la presidència de la Federació Internacional. El 29 de novembre de 2008, finalment, va ser elegit president de la Federació Internacional.

### Domènec Argemí Madurell (1985-1992)
Als setze anys es va iniciar en l'equip d'Educación y Descanso, poc després va passar a l'Atlètic Terrassa Hoquei Club i, per fi, va recalar al CD Terrassa Hoquei, d'on no s'ha mogut i on va guanyar tres Campionats de Catalunya de Segona Divisió. Després de retirar-se va passar a ocupar càrrecs directius i des de l'any 1961 fins al 1983 va ser vicesecretari, secretari i vicepresident del CD Terrassa Hoquei. El 1970 va arribar a la federació com a vicepresident i president del Comitè de Competició. Anys més tard va ser vicepresident de la Junta Directiva i finalment president des del mes de gener del 1985 fins al setembre del 1992. Durant el seu mandat, el 1992 es van celebrar els Jocs Olímpics de Barcelona en què Terrassa va ser subseu olímpica de l'hoquei.

### Jordi Alcover García-Tornel(1993-2001)
Exjugador, àrbitre es va iniciar en el club universitari Yuri, que anys després es va fusionar amb el Can Salvi, el qual presidí entre 1974 i 1978. Va ser secretari general de la federació entre 1976 i 1984, vicepresident entre el 1985 i 1992 i president del 1993 al 2001. Durant el seu mandatm el 1998 va presidir els actes del seu 75è aniversari. També va ocupar càrrecs a la Federació Espanyola, a la Junta Directiva de la qual va pertànyer entre 1988 i 2002, i a la Federació Internacional, com a membre del Comitè d'Entrenadors (1980 a 1994), i com a president del Comitè d'Àrbitres des de 2005. Des del 2009 és vicepresident de la Federació Europea de Hockey, càrrec des del qual va arribar a un acord amb l'Ajuntament de Barcelona perquè la capital catalana acollís l'Eurohockey League des de 2012 a 2015.

### Manuel Martín-Borregon de Castro (2001-2005)
Exjugador i exdirectiu de l'Atlètic Terrassa Hockey va entrar a principis dels anys vuitanta quan Leandre Negre va arribar a la presidència i hi va romandre durant vint-i-quatre anys ocupant diversos càrrecs com els de secretari i president del Comitè de Competició, vocal i secretari de la Junta Directiva durant el mandat de Jordi Alcover (1993 a 2001) i finalment president entre 2001 i 2005. També va ser el director de la revista Rusc, editada per l'Atlètic Terrassa HC.

### Narcís Carrió Barreras (2005-2017)
Es va iniciar en l'hoquei en el col·legi Sagrats Cors de Barcelona i després es va fer soci del Júnior Futbol Club de Sant Cugat del Vallès, club on va jugar durant més de dues dècades i a finals dels anys vuitanta es va iniciar com a directiu. El 1992 va entrar com a tresorer a la federació que presidia Jordi Alcover i entre 2001 i 2005 va ser vicepresident de la que va encapçalar Manuel Martín Borregon abans de convertir-se en el President, càrrec que va ocupar durant dotze anys fins a l'abril de 2017. Un any després d'arribar al càrrec, les instal·lacions de Can Salas de Terrassa van acollir, per primera vegada a Catalunya, el prestigiós Champions Trophy i durant el seu mandat Barcelona va acollir diverses fases de la EuroHockey League. El 2010 la Federació Catalana de Hockey va rebre el certificat de qualitat de la Secretaria General de l'Esport. En el mes de juny de 2011 es va convertir també en vocal del Consell Directiu de la Unió de Federacions Esportives de Catalunya (UFEC) on posteriorment ocuparia els càrrecs de tresorer i membre de la Comissió Executiva.

### Xavier Adell Puig (2017-)
Jugador de hockey amb el Club Egara fins a l'any 1987. Després de deixar el hockey com a jugador va passar a ser àrbitre nacional i internacional. Ha estat membre del Col·legi Català d'Àrbitres durant 12 anys (els 4 últims com a president), i vicepresdent del Colegio Nacional de Árbitros durant 14 anys. Actualment és Umpires Manager de la Federació Internacional de Hockey i de la Federació Europea de Hockey, i Manager UDP de la Federació Europea de Hockey.